# ديا (جزر البليار)
بلدية ضيعة أو (نقحرة: ديا) (بالإسبانية: Deyá) هي بلدية تقع في منطقة جزر البليار شرق إسبانيا. والسياحة هي المصدر الرئيسي للدخل في هذه البلدية.

## الديموغرافيا
بلغ عدد سكان بلدية ضيعة 752 نسمة عام 2011 (وفقاً للمعهد الوطني للإحصاء الإسباني).
| 583 | 644 | 731 | 708 | 718 | 755 | 752 |

## أعلام
- جوان هراتش
- روبرت جريفز
- فاي ايمرسون
- ليدي جون